# مقاطعة جاكوفا
مقاطعة جاكوفا ((بالألبانية: Rajoni i Gjakovait)، (بالصربية: Призренски округ))، هي واحدة من المقاطعات السبع في كوسوفو. يقع مقرها في مدينة جاكوفا. يبلغ عدد سكانها 214,672 نسمة وفقا لإحصاء سنة 2011، وتبلغ مساحتها 1,129 كيلومتر مربع.

## البلديات
تضم مقاطعة جاكوفا 4 بلديات و 170 بلدة صغيرة.
| البلدية       | عدد السكان (2011) | المساحة (كم2) | الكثافة (كم2) | البلدات |
| ------------- | ----------------- | ------------- | ------------- | ------- |
| جاكوفا        | 94,557            | 587           | 161.1         | 91      |
| أوراخوفاتش    | 75,053            | 276           | 220.5         | 34      |
| ديشاني        | 38,984            | 180           | 216.6         | 37      |
| جانيك         | 6,078             | 86            | 70.7          | 10      |
| مقاطعة جاكوفا | 214,672           | 1,129         | 172.4         | 170     |